# Cacicus
A Cacicus a madarak osztályának verébalakúak (Passeriformes) rendjébe és a csirögefélék (Icteridae) családjába tartozó nem.

## Rendszerezés
A nemet Bernard Germain de Lacépède írta le 1799-ben, jelenleg az alábbi fajok tartoznak ide:
- aranyszárnyú kacika (Cacicus chrysopterus)
- ecuadori kacika (Cacicus sclateri)
- erdei kacika (Cacicus koepckeae)
- sárgafarkú kacika (Cacicus cela)
- Cacicus flavicrissus[1] vagy Cacicus cela flavicrissus[2]
- szubtrópusi kacika (Cacicus uropygialis)
- Cacicus microrhynchus[1] vagy Cacicus uropygialis microrhynchus[2]
- Cacicus pacificus[1] vagy Cacicus uropygialis pacificus[2]
- hegyi kacika (Cacicus chrysonotus)
- Cacicus leucoramphus[1] vagy Cacicus chrysonotus leucoramphus[2]
- csíkosfarkú kacika (Cacicus latirostris[1] vagy Ocyalus latirostris)[2]
- vörösfarkú kacika (Cacicus haemorrhous)
- búbos kacika (Cacicus oseryi[2] vagy Psarocolius oseryi)[1]
- remetekacika (Cacicus solitarius[2] vagy Procacicus solitarius)[1]